# Kukkarojärvi (sjö i Pieksämäki, Södra Savolax)
Kukkarojärvi är en sjö i kommunen Pieksämäki i landskapet Södra Savolax i Finland. Sjön ligger 120,9 meter över havet. Den är 11,4 meter djup. Arean är 1,21 kvadratkilometer och strandlinjen är 13,67 kilometer lång. Sjön  ingår i Kymmene älvs huvudavrinningsområde.   Den ligger omkring 66 kilometer norr om S:t Michel och omkring 260 kilometer nordöst om Helsingfors. 